# Grivette
Pour les articles homonymes, voir Grivette (homonymie).
La grivette est une brebis originaire de la région Rhône-Alpes, qui a failli disparaître dans des croisements avec des races à viande mais a finalement été sauvée par une poignée d'éleveurs. Cette race de gabarit moyen à la toison blanche et à la tête marquée de taches brun-noir se caractérise surtout par ses qualités maternelles. En effet elle a l'avantage de pouvoir se désaisonner facilement, présente une très bonne prolificité et de bonnes aptitudes laitières permettant d'assurer une bonne croissance à ses agneaux. Tout cela a permis à cette brebis de trouver sa place dans un système d'élevage avec des croisements à double étage, permettant de valoriser ses qualités maternelles tout en améliorant la conformation des agneaux par l'apport de races bouchères. On compte aujourd'hui environ 15 000 brebis reproductrices.

## Origine

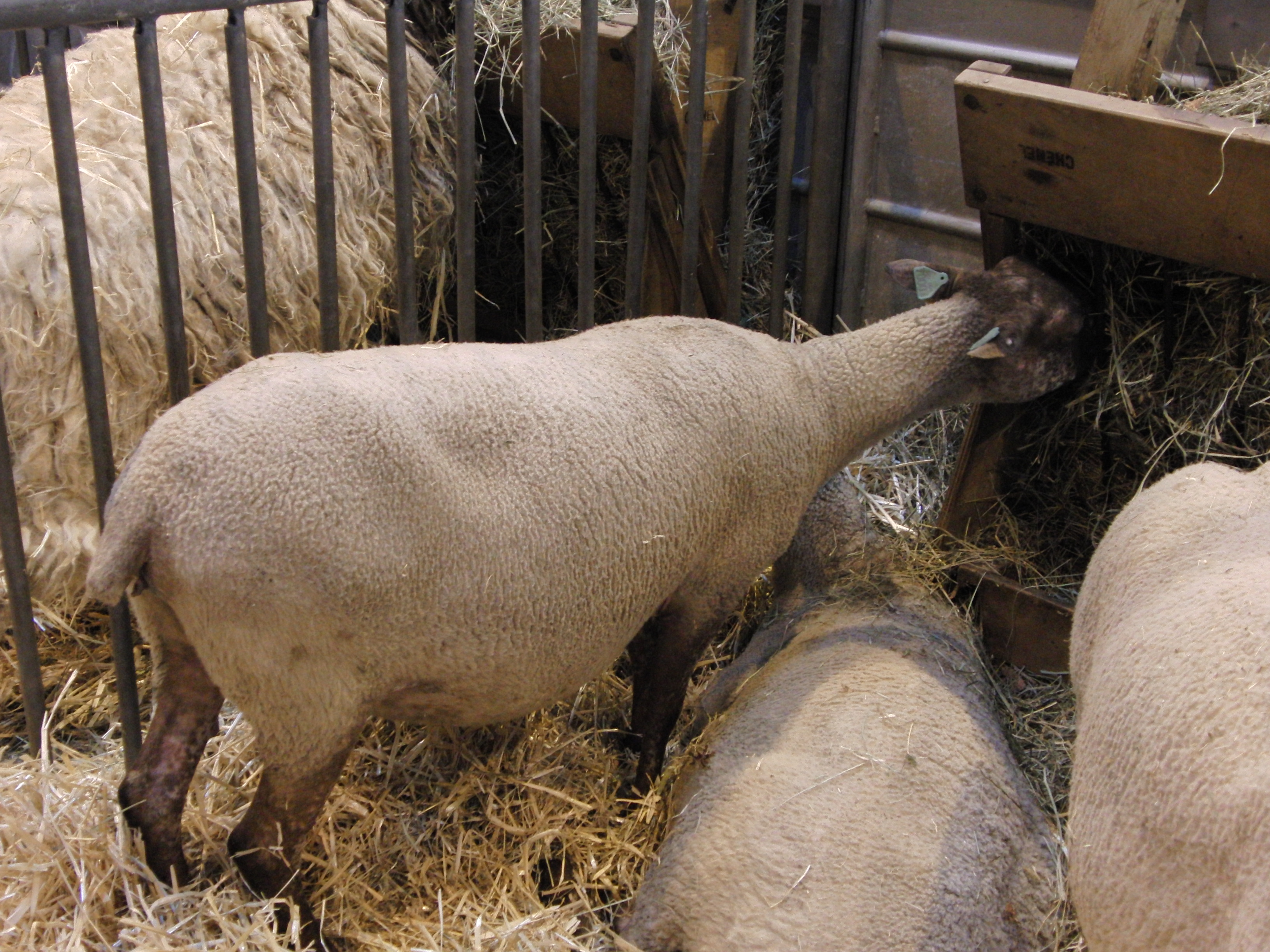
Grivettes tondues

La grivette est originaire du Bas-Dauphiné, région où elle est répandue au début du XXe siècle. Elle manque de disparaître dans des croisements d'absorption avec des béliers à fortes aptitudes bouchères, mais est sauvée dans les années 1960 par une poignée d'éleveurs, et notamment grâce à l'intervention de la famille Fournier. Un livre généalogique est alors créé, et des croisements sont pratiqués avec la race rava pour retrouver les caractéristiques de rusticité de la race. Certain que la grivette avait un rôle à jouer dans l'élevage de la région, Paul Lièvre, ancien technicien, milite alors pour sa réhabilitation, notamment dans les petites exploitations de la Loire et du Rhône, et parvient à relancer la race qui voit dès lors ces effectifs augmenter. Un schéma de sélection est mis en place en 1981, et depuis les années 1990 un système de croisement à double étage donne un intérêt à la grivette, qui apporte sa capacité de désaisonnement et sa prolificité. Les effectifs atteignent aujourd'hui 15 000 brebis reproductrices, dont la moitié inscrites au contrôle de performance.

## Description
La grivette est une race de gabarit moyen : les brebis pèsent environ 65 kg contre 150kg pour les béliers. Elle possède une toison blanche qui laisse la tête nue. Celle-ci est marquée de taches brun-noir. Les cornes ne sont pas présentes chez cette race, ni chez le mâle ni chez la femelle. Les membres, eux aussi dépourvus de laine, présentent les mêmes pigmentations que la tête.

## Aptitudes
La grivette est une brebis rustique, capable de valoriser au mieux son alimentation et de puiser dans ses réserves en cas de pénurie, si cela ne dure pas trop longtemps bien sûr, et que ses besoins sont limités aux besoins d'entretien. C'est également une brebis qui se désaisonne facilement, ce qui signifie que l'on peut avoir des agnelages à n'importe quelle période de l'année sans avoir à pratiquer de traitements hormonaux. Cela donne une certaine souplesse aux éleveurs. Un autre atout majeur de la grivette est sa prolificité. En effet, celle-ci varie entre 160 et 230 %, avec une moyenne de 190 % pour les brebis inscrites au contrôle de performance. Couplée à la facilité de désaisonnement qui permet d'accélérer le rythme de reproduction, cette prolificité permet à la grivette d'atteindre des niveaux de productivité de 2,3 agneaux par brebis et par an.
Les bonnes aptitudes laitières des brebis permettent de bien valoriser cette prolificité. D'ailleurs, les croissances des agneaux entre 10 et 30 jours sont plutôt bonnes, puisqu'elles varient entre 265 g/j et 310 g/j, suivant le sexe et le nombre d'agneaux de la portée. Les mères ont un bon instinct maternel et s'occupent bien de leurs agneaux, et sont assez dociles. De plus, elles agnèlent sans difficultés. Par contre, on reproche souvent à la grivette sa conformation. Les agneaux menés en race pure fournissent des gigots longs et peu rebondis peu appréciés de la distribution. C'est pourquoi les croisements avec des races à bonnes aptitudes bouchères sont fréquents. 

## Élevage
Les élevages sont de taille modeste, avec en moyenne 240 brebis par éleveurs au sein de la base de sélection. Du fait de la facilité de désaisonnement de cette race, les éleveurs pratiquent fréquemment un rythme d'agnelage accéléré avec trois agnelages en deux ans.
Depuis les années 1990, la race est intégrée à un système de croisements à double étage. C'est-à-dire que l'on trouve trois catégories d'élevages. Tout d'abord, les sélectionneurs maintiennent leur troupeau en race pure, car il s'agit de la base de sélection de la race, et vont pouvoir fournir des brebis rustiques, facilement désaisonnables et à forte prolificité. Celles-ci sont ensuite croisées par d'autres éleveurs avec des béliers île-de-France. Les brebis F1 obtenues associent les qualités maternelles de la grivette et les qualités bouchères de l'île-de-France. Ce sont celles-ci qui sont ensuite utilisées pour produire les agneaux destinés à la boucherie, après avoir été croisées avec des mâles à bonnes aptitudes bouchères. Ainsi, les agneaux obtenus sont bien conformés, et présentent l'avantage de pouvoir être produits à contre saison grâce à l'utilisation en amont de la grivette, ce qui leur permet de bénéficier de prix de vente plus intéressants. Les agneaux peuvent être valorisés sous divers labels de qualité parmi lesquels l'Agneau de l´Adret, Terre d´Agneaux, Grillonnet et le label rouge Agneau Fermier des Pays d'Oc. 

## Sélection

Logo de l'UPRA Races Ovines des Massifs.

Le schéma de sélection de la race est géré par l’UPRA Races Ovines des Massifs, une structure qui s’occupe conjointement de six races ovines rustiques du Massif central : la blanche du Massif central, la limousine, la grivette, la rava, la noire du Velay et la bizet. La création de la section grivette au sein de cette UPRA date de 1993. Avant cela, la race était gérée par deux associations, l'Association Grivette fondée en 1982, et l'association pour la défense et la promotion de la Grivette de l'Isère fondée en 1984. Ces deux associations fusionnèrent en 1988 pour former l'Union des producteurs de la race Grivette.
La base de sélection est constituée de 37 troupeaux inscrits au contrôle de performance et regroupant 7 500 brebis. Pour faciliter la sélection, l'insémination artificielle est pratiquée pour cette race.

## Répartition
Originaire du Bas-Dauphiné, la grivette est essentiellement présente dans les départements de la Loire et du Rhône, mais l'intérêt qu'elle présente en croisement lui a permis de s'exporter également en dehors de son berceau dans les départements limitrophes.